# Interaktive Medien
Als interaktive Medien bezeichnet man synchrone und asynchrone technische Kommunikationsmittel, die nichtlinear genutzt werden müssen. Ob ein Medium interaktiv genutzt werden kann, ist keine binäre Ja-Nein-Entscheidung, sondern eine graduelle; sinnvoll ist es, nach dem Grad der Interaktivität verschiedene Interaktivitätslevel zu unterscheiden.

## Entwicklung
Die von NV Philips entwickelte analoge Videodisc war die bahnbrechende Technologie für interaktive Medien. Darüber hinaus gibt es mehrere Elemente, die die Entwicklung interaktiver Medien gefördert haben, darunter die folgenden:
- Die Laserdisc-Technologie wurde erstmals 1958 erfunden. Sie ermöglichte dem Benutzer den Zugriff auf hochwertige analoge Bilder auf dem Computerbildschirm. Dadurch wurde die Leistungsfähigkeit interaktiver Videosysteme erhöht.
- Das Konzept der grafischen Benutzeroberfläche (GUI), das in den 1970er Jahren entwickelt und von Apple populär gemacht wurde, drehte sich im Wesentlichen um visuelle Metaphern, intuitive Bedienung und die gemeinsame Nutzung von Informationen auf dem virtuellen Desktop. Zusätzliche Leistung war das einzige, was man brauchte, um in den Multimedia-Bereich einzusteigen.
- Der starke Rückgang der Hardwarekosten und der beispiellose Anstieg der Computergeschwindigkeit und des Arbeitsspeichers verwandelten den eigenen Computer in eine erschwingliche Maschine, die Audio und Farbvideo auf fortschrittliche Weise kombinieren konnte.
- Ein weiteres Element ist die Veröffentlichung von Windows 3.0 im Jahr 1990 durch Microsoft in der Mainstream-Welt der IBM-Klone. Sie beschleunigte die Akzeptanz der GUI als Standardmechanismus für die Kommunikation mit kleinen Computersystemen.
- Die Entwicklung optischer digitaler Technologien rund um die Compact Disc (CD) durch NV Philips im Jahr 1979 ist ebenfalls ein weiteres führendes Element in der Entwicklung interaktiver Medien, da sie die Frage der Entwicklung interaktiver Medien aufwarf.

Alle früheren Elemente trugen zur Entwicklung der wichtigsten Hardware- und Softwaresysteme bei, die in den interaktiven Medien eingesetzt werden.

## Terminologie
Der Begriff interaktive Medien ist mit den Begriffen Interaktionsdesign, neue Medien, Interaktivität, Mensch-Computer-Interaktion, Cyberkultur, digitale Kultur sowie interaktives Design verwandt und kann erweiterte Realität und virtuelle Realität einschließen.
Ein wesentliches Merkmal der Interaktivität ist, dass sie auf Gegenseitigkeit beruht: Benutzer und Maschine nehmen jeweils eine aktive Rolle ein (siehe Interaktion). Die meisten interaktiven Computersysteme dienen irgendeinem menschlichen Zweck und interagieren mit Menschen in menschlichen Kontexten. Manovich beklagt: "In Bezug auf computerbasierte Medien ist das Konzept der Interaktivität eine Tautologie. .... Daher ist es bedeutungslos, Computermedien als "interaktiv" zu bezeichnen - es bedeutet einfach, die grundlegendste Tatsache über Computer anzugeben’. Dennoch ist der Begriff nützlich, um eine identifizierbare Gesamtheit von Praktiken und Technologien zu bezeichnen.
Interaktive Medien sind ein Beispiel für eine Rechenmethode, die von den Wissenschaften der Kybernetik, Autopoiesis und Systemtheorien beeinflusst ist und die Vorstellungen von Vernunft und Kognition, Wahrnehmung und Gedächtnis, Emotionen und Zuneigung in Frage stellt.
Jede Form der Schnittstelle zwischen dem Endbenutzer/Zuschauer und dem Medium kann als interaktiv betrachtet werden. Interaktive Medien sind nicht auf elektronische oder digitale Medien beschränkt. Brettspiele, Pop-up-Bücher, Spielbücher und Daumenkinos sind Beispiele für druckerinteraktive Medien. Bücher mit einem einfachen Inhaltsverzeichnis oder Index können aufgrund des nichtlinearen Kontrollmechanismus des Mediums als interaktiv angesehen werden, werden aber in der Regel als nicht-interaktiv betrachtet, da der Großteil der Benutzererfahrung aus nicht-interaktivem Lesen besteht.

## Vorteile

### Auswirkungen auf das Lernen
Interaktive Medien sind hilfreich in den vier Entwicklungsdimensionen, in denen Kleinkinder lernen: soziale und emotionale Entwicklung, Sprachentwicklung, kognitives und allgemeines Wissen und Ansätze zum Lernen. Der Einsatz von Computern und pädagogischer Computersoftware in einer Lernumgebung hilft Kindern, ihre Kommunikationsfähigkeiten und ihre Einstellung zum Lernen zu verbessern. Kinder, die Computersoftware zu Lernzwecken benutzen, verwenden häufig komplexere Sprachmuster und ein höheres Maß an verbaler Kommunikation. Eine Studie ergab, dass grundlegende interaktive Bücher, die einfach eine Geschichte laut vorlesen und Wörter und Sätze beim Sprechen hervorheben, für Kinder mit geringeren Lesefähigkeiten von Vorteil sind. Kinder haben unterschiedliche Lernstile, und interaktive Medien helfen Kindern mit visuellen, verbalen, auditiven und taktilen Lernstilen.

### Intuitives Verstehen
Interaktive Medien machen die Technologie intuitiver in der Anwendung. Interaktive Produkte wie Smartphones, iPad’s/iPod’s, interaktive Whiteboards und Websites sind alle einfacher in der Handhabung. Die einfache Nutzung dieser Produkte ermutigt die Verbraucher, mit ihren Produkten zu experimentieren, anstatt Bedienungsanleitungen zu lesen.

### Beziehungen
Interaktive Medien fördern die dialogische Kommunikation. Diese Form der Kommunikation ermöglicht es Absendern und Empfängern, langfristiges Vertrauen und Zusammenarbeit aufzubauen. Dies spielt beim Aufbau von Beziehungen eine entscheidende Rolle. Organisationen nutzen interaktive Medien auch, um über das grundlegende Marketing hinauszugehen und positivere Verhaltensbeziehungen zu entwickeln.

## Einfluss auf Familien
Die Einführung interaktiver Medien hat das Leben und das Innenleben von Familien stark beeinflusst. Viele Familienaktivitäten haben sich ziemlich nahtlos in die Technologie integriert, so dass sich sowohl Kinder als auch Eltern nach Belieben darauf einstellen können. Die Eltern sind jedoch auch zunehmend besorgt über die Auswirkungen, die dies auf ihr Familienleben haben wird. Das liegt nicht unbedingt daran, dass sie gegen die Technologie sind, sondern weil sie befürchten, dass sie die Zeit, die sie mit ihren Kindern verbringen können, verkürzt. Studien haben gezeigt, dass interaktive Medien zwar in der Lage sind, Familien miteinander zu verbinden, wenn sie körperlich nicht dazu in der Lage sind, aber die Abhängigkeit von diesen Medien bleibt auch dann bestehen, wenn es Gelegenheiten für Familienzeit gibt, was die Erwachsenen oft zu der Annahme verleitet, dass es die Kinder mehr ablenkt als ihnen nützt.

## Arten

### Verteilte interaktive Medien
Die Medien, die es mehreren geographisch entfernten Benutzern ermöglichen, synchron mit der Medienanwendung/dem Mediensystem zu interagieren, werden als verteilte interaktive Medien bezeichnet. Einige gängige Beispiele für diese Art von Medien sind Online-Spiele, verteilte virtuelle Umgebungen, Whiteboards, die für interaktive Konferenzen verwendet werden, und viele andere.

## Beispiele

### Internet
Das Internet ist ein Beispiel für ein hochgradig interaktives Medium, da es über Rückkanäle verfügt und so bidirektionale Kommunikation ermöglichen kann.

### Fernsehen, Hörfunk und DVD
Massenmedien wie Fernsehen und Hörfunk können zwar interaktive Elemente aufweisen, verfügen jedoch über eine geringe Interaktivität. Die Kommunikation erfolgt weitgehend unidirektional, da es keinen vollwertigen Rückkanal gibt, weshalb sie auch als Push-Medien bezeichnet werden.
Stärkere interaktive Eigenschaften hat das interaktive Fernsehen und die DVD. Noch ausgeprägter wird der Grad der Interaktivität bei Software-Anwendungen und bestimmten Online-Diensten.

### Websites
Websites, insbesondere Social-Networking-Websites, bieten die interaktive Nutzung von Text und Grafiken für ihre Benutzer, die auf verschiedene Weise miteinander interagieren, z. B. chatten, Online-Spiele spielen, Beiträge mit ihren Gedanken und/oder Bildern austauschen und so weiter.

### Videospiele
Videospiele sind auch eines der gängigen Beispiele für interaktive Medien, da die Spieler den Joystick/Controller benutzen, um interaktiv auf die Aktionen und Veränderungen zu reagieren, die auf dem von der Spielanwendung generierten Spielbildschirm stattfinden, der wiederum auf die Reaktion der Spieler durch den Joystick/Controller reagiert.

## Technologien und Implementierung
Interaktive Medien können über eine Vielzahl von Plattformen und Anwendungen implementiert werden. Einige Beispiele dafür sind mobile Plattformen wie Touchscreen-Smartphones und Tablets sowie andere interaktive Medien, die ausschließlich zur Lösung eines einzigartigen Problems oder einer Reihe von Problemen geschaffen werden. Interaktive Medien sind nicht auf eine professionelle Umgebung beschränkt, sondern können für jede Technologie verwendet werden, die auf Benutzeraktionen reagiert. Dies kann die Verwendung von JavaScript und AJAX in Webseiten einschließen, kann aber auch in Programmiersprachen oder Technologien mit ähnlicher Funktionalität eingesetzt werden.
Eine der jüngsten Innovationen zur Nutzung von Interaktivität, die ein Problem löst, das Einzelpersonen tagtäglich haben, ist die "Photon Shower" von Delta Airlines. Dieses Gerät wurde in Zusammenarbeit zwischen Delta Airlines und Professor Russell Foster von der Universität Cambridge entwickelt. Das Gerät soll die Auswirkungen des Jetlag auf Kunden verringern, die oft lange Flüge über Zeitzonen hinweg unternehmen. Die Interaktivität ist aufgrund der Art und Weise, wie es dieses Problem löst, offensichtlich. Indem es beobachtet, welche Zeitzonen eine Person durchquert hat, und diese mit den grundlegenden bekannten Schlafzyklen der Person abgleicht, ist das Gerät in der Lage, vorherzusagen, wann der Körper einer Person Licht und wann Dunkelheit erwartet. Dann stimuliert es die Person mit den für die Zeit passenden Lichtquellenvariationen sowie einer Instruktionskarte, um sie darüber zu informieren, zu welchen Zeiten ihr Körper Licht und zu welchen Zeiten er Dunkelheit erwartet. Das Wachstum der interaktiven Medien schreitet auch heute noch weiter voran. Mit dem Aufkommen immer leistungsfähigerer Maschinen ist die Grenze dessen, was in Echtzeit auf einem Bildschirm eingegeben und manipuliert werden kann, praktisch nicht mehr vorhanden.